# Donald Duck (pocketreeks)
Donald Duck Pocket is een stripboekje van ongeveer 250 pagina's dik dat naast het weekblad Donald Duck sinds 1970 verschijnt. Het verschijnt eens per maand.

## Nieuwe personages
In de pocketreeks komt een aantal personages voor dat in andere verhalen niet voorkomt, doordat de verhalen in de pocketboekjes bijna allemaal van Italiaanse makelij zijn. Deze figuren zijn:
- Superdonald, Donald Duck maar dan als superheld, in oudere uitgaven Fantomerik genaamd.
- Otto van Drakenstein, de geleerde oom van Donald Duck, dit personage kwam in de jaren zestig en zeventig ook in het weekblad voor.
- Diederik Duck, klunzige neef van Donald Duck.
- John Rockerduck, Dagobert Ducks concurrent en de op twee na rijkste eend, wordt in bepaalde uitgaven uit de eerste serie ook Leopold Kwartjesvinder genoemd, daarnaast ook Klaas Klever (vertaling uit het Duits) en zelfs per abuis Govert Goudglans.
- Brigitta, zakenpartner van Linke Lowie en verliefd op Dagobert Duck, in oudere uitgaven Gitta Gans genaamd.
- Bertus, butler van Dagobert Duck.
- Indiana Goofy, beroemde archeoloog en neef van Goofy.
- De Zwarte Schim, in zwart geklede schurk, wordt soms ook Platneus genoemd.
- Gideon McDuck, oudoom van Donald.
- Linke Lowie, zakenpartner van Brigitta, in oudere uitgaven Karel Kaalkop of Flip Florijn genaamd.
- Ega Beva, uit verhalen van Mickey, in bepaalde uitgaven ook Gamma (vertaling uit het Duits) genaamd.
- Pflip de Tnukkelboe, het huisdier van Ega Beva, wordt in bepaalde uitgaven ook Fips (vertaling uit het Duits) genoemd.
- Leo de Beo, vriend van Goofy.
- Boem Boem Breedbek, een onhandige humeurige vriend van Donald en Willie.
- Plottikat, Schurk en soms handlanger van Boris Boef.
- Trudy Boef, vriendin van Boris, in oudere uitgaven de zuster van Boris.
- Dick Dubbelgrap, een oud schoolgenootje van Mickey Mouse, die van grappen uithalen houdt. Komt onder andere voor in de nummers 124, 129 en 134.
- Humfrie Bogaard, detective.
- Lusky, secretaris van Rockerduck.
- Zware Opa, opa van de Zware Jongens.
- Professor Wonderling, vriend van Mickey Mouse, dit personage ging ook door het leven als onder meer dr. Kwakbol, professor Bunsenbrander en dokter Bibberbuik.
- Atoompje, assistent van professor Wonderling.
- Betoompje, eveneens assistent van professor Wonderling, maar geeft de geest tijdens het verhaal.
- Zaaks, collega van O'Hara; wordt in bepaalde uitgaven ook inspecteur Weetal of inspecteur Van Puffelen genoemd.
- DD Dubbelduck, Donald Duck als geheim agent voor de geheime dienst van Duckstad (dubbelpocket 35, 47, 55 en pockets 157, 158, 159, 166, 172, 173, 174, 175, 176, 183, 186, 188, 189, 190, 191, 194,199, 200, 201, 243 en 245).
- Fantomius, een gentleman-dief. Hij was de inspiratie tot Superdonald.

## Lijst van titels (eerste reeks: 1970-1975)
1. Donald en de zebra-mossel
2. De schat van Ali Baba
3. Het land van de rijzende zon
4. Mickey Mouse en het raadsel van Kariba
5. Mickey Mouse en het geheim van Zonnestein
6. Donald stort zich op het mineraalwater
7. Oom dagobert en de tegenwerker
8. Donald Duck en het geheim van de smid
9. Donald Duck en de atoomkomeet
10. Donald Duck en de verdubbelspiegel
11. Oom Dagobert in de tuin van gik

## Lijst van titels (tweede reeks:1977-1991)
1. Donald Duck op zoek naar het magisch oog
2. Oom dagobert en de halvemaan munten
3. Mickey Mouse als superspeurder
4. Fantomerik tegen de dolle Fantomina
5. Een eend met veel noten op zijn zang
6. Voor Oom dagobert op de rand van de afgrond
7. Mickey Mouse en het raadsel van het verdwenen halssnoer
8. Een lichtgeraakte eend en vele Zware Jongens
9. Donald Duck en de achtervolgers
10. Mickey Mouse contra Hortensia Heks
11. Donald Duck in het Zuidzeegebied
12. Mickey Mouse in het Wilde Westen
13. Donald Duck kiest het luchtruim
14. Mickey Mouse en de rode draak
15. Schatzoeken met Oom Dagobert
16. Mickey Mouse en de reis door de tijd
17. Donald Duck in het oude China
18. Mickey Mouse en de vierde dimensie
19. De vloek van het goud
20. Mickey Mouse in het heelal
21. Donald Duck in geheime dienst
22. Paniek om het geldpakhuis
23. Donald Duck op het goede spoor
24. Mickey Mouse en de schilderijenroof
25. Rumoer in Duckstad
26. Een schot voor open doel
27. Een reis om de wereld met Mickey Mouse
28. Het magische sterrenstof
29. Oom Dagobert en de geldkoorts
30. Mickey Mouse op spokenjacht
31. De onoverwinnelijke Oom Dagobert
32. Super Donald
33. Oom Dagobert in het land van goud
34. Donald Duck in dromenland
35. Geluk is een schone zaak
36. Oom Dagobert wordt ontvoerd
37. Donald en de Duivelsberg
38. Ridder zonder vrees of blaam
39. Daar is Mickey weer!
40. Wat een familie!
41. De dubbelganger
42. Donald is het helemaal!
43. Oom Dagobert op zoek naar méér!
44. Ruim baan voor Donald Duck
45. Gejaagd door de wind
46. Salto zonder vangnet
47. Oom Dagobert op volle toeren
48. De Duckstad parade
49. Wie het laatst lacht...
50. Met Donald op reis
51. Dagobert Duck voor al uw geldzaken
52. De tijger van Malakka
53. De nieuwe ijstijd

## Lijst van titels (derde reeks: 1992 tot heden)
1. De zeven wereldwonderen

2. Gevecht in de ruimte

3. De zoete inval

4. Doedelzakeiland

5. Indiana Goofy

6. Het eerste kaartje

7. Mickey in dromenland

8. Het dubbelvolk

9. Op zoek naar het vuur

10. De onmogelijke reis

11. Het verhaal zonder eind

12. De wilde stad

13. De omgekeerde tijd

14. Geheim agent 006½

15. De vliegende scooter

16. De Duckstadlotto

17. Liefdesverdriet

18. De drakenschat

19. De stenen kroon

20. De bergsirenen

21. Held zonder geld

22. Kerstfeest in Duckstad

23. De tondeldoos

24. Zwendelende zwijnen

25. Wild west, thuis best

26. In de ban van de reus

27. De verschrikkelijke Kong King

28. De schat van Morgan

29. Koerier van de tsaar

30. De minstreel van Schapeneiland

31. Een witte kerst

32. De verloren wereld

33. Dinosauriërs op drift

34. Het goud van de twee snavels

35. De kleuter-miljardair

36. Het smeltende geld

37. De eerste olympische kampioen

38. De maalstroom van de tijd

39. Ballonvaart met hindernissen

40. De ware kerstgedachte

41. Een onvergeeflijk feest

42. Het spookt in het riool

43. Het magische duel

44. Het onbewoonbare eiland

45. De geest van Fantomius

46. De simulerende simulator

47. De Duckinnen van het Capitool

48. De ontmaskerde kerstman

49. De ijzige strijd

50. Het mysterie van het Jammergebergte

51. Het tovermasker

52. Een criminele krachtpatser

53. De wakkere slaapkop

54. Een kwestie van geluk

55. Een schimmige surprise

56. Het geschifte kerstgeschenk

57. Een bevroren heethoofd

58. Het verdwenen geluksdubbeltje

59. De wet van de Windigo

60. S.O.S. voor Duckstad

61. Vader voor een dag

62. De schrik van de woestijn

63. De brokkenpiloot

64. Kerstman tegen wil en dank

65. De millennium-gekte

66. Reis in de ruimte

67. De hulpeloze hofschilder

68. Herrie om een halssnoer

69. De Sgorrie-morries komen

70. Op weg naar Euro 2000

71. Donald gaat voor goud

72. Een nacht in het spookhuis

73. Een superkerst

74. Sterren, gangsters en juwelen

75. Het hypnose masker

76. De mysterieuze verdwijning

77. Het geheim van Shangri-la

78. Razernij in Duckstad

79. Een dubbeltje op z'n kant

80. Trammelant in elfenland

81. Post voor de kerstman

82. Het monster van het woud

83. De vreselijke vloedgolf

84. Gevaar uit de ruimte

85. Goud maakt niet gelukkig

86. De mascotte

87. Schurken, schelmen & schavuiten

88. Brokkenmakers in de lucht!

89. Donald en de zebra-mossel

90. Het geheim van de kerstman

91. Het verdwenen fortuin

92. De vloek van de zwarte lagune

93. De reuzenratten van Hamelen

94. De zwarte bol

95. Wedloop door de woestijn

96. De ideale oom

97. De verbijsterende krachtpatser

98. De schrik van de zeven zeeën

99. De kerstmiljardair

100. Feest in Duckstad

101. Guus vindt het geluk

102. De dag van de mieren

103. Paniek in het geldpakhuis

104. Speurtocht in het verleden

105. De rampenbestrijder

106. De Olympische marathon

107. Het wilde waterpaard

108. Een stem uit duizenden

109. Het speelgoed van de kerstman

110. Spionnen zonder vrees

111. Griezelen met geesten

112. Walvis te huur

113. De mislukte muzikant

114. Strijd tussen de sterren

115. Een geluksdubbeltje kan raar rollen

116. Superdonald je bent er geweest!

117. De drakenridder

118. Het legioen der dapperen

119. Dromen en bedrog

120. De kerstroof

121. De wraakzuchtige bengels

122. De vliegende vuilnisemmers

123. De lolbroek

124. Vuurpijlen en vette jus

125. De magiër van het moeras

126. Sterrenvoetbal

127. Hoe kleiner hoe fijner

128. Een betaalde vakantie

129. Groene vingers

130. Een kwestie van geld

131. Het mysterie van Cactus City

132. Het kerstgebak

133. Het mysterieuze perkament

134. Rijp voor de sloop

135. De dolende ridder

136. Kabaal om een luchttoren

137. De geest van het noorden

138. Donalds grote broer

139. De kermispiraten

140. De hotdogheld

141. Lift op hol

142. De jacht op de schat

143. Veertig jaar verwarring

144. Het laatste kerstcadeau

145. Bonje in de bergen

146. De gelukkige pechvogel

147. Groeten uit Dagoland

148. De grote concurrent

149. De verschrikkelijke verpleegster

150. De steen der wijzen

151. De slag om Duckstad

152. De zinderende zeeslang

153. Op weg naar Peking

154. Heisa om een muntje

155. De kleurenjagers

156. Heibel in de sneeuw

157. De grote Mik-Mik

158. Kiezen en bedriegen

159. De nacht van de weerwolven

160. De razende robot

161. Genie voor één dag

162. Een picknick vol verrassingen

163. Strijd aan het strand

164. Goud maakt gelukkig

165. Gevaar onder de grond

166. Het moeras-monster

167. De robotoorlog

168. Kerst in de ruimte

169. Kerstmannen bij de vleet

170. Het eerste miljoen van Oom Dagobert

171. Monsters in het pretpark

172. Het omgekeerde vliegtuig

173. De ongeluksvogel

174. De falende spits

174½. Voetbalkoorts

175. De onstuitbare wabbelwap

176. De strijd om het frietje

177. Het spookhuis

178. Donald contra Donald

179. De ontmaskerde superheld

180. Een ijzige kerst

181. De verschrikkelijke Hollander

182. Een cruise vol verrassingen

183. Spionnenjacht

184. De hangmat van Hammurabi

185. De wraak van een piraat

186. Verdwaald in het verleden

187. Een reus van een eend

188. Hommeles in Amsterdam

189. Het mysterieuze ruimtepakhuis

190. Gevaarlijke zaakjes

190½. Halloween in Duckstad

191. Het monster van het geldpakhuis

192. Kerst met hindernissen

193. De slag om het geldpakhuis

194. Een onmogelijke missie

195. Het uur van de weerwolf

196. De geest van de mijnbergtunnel

197. Avontuur in Puindorp

198. De held van het veld

198½. Duel om de bal

199. Bezoek uit de ruimte

200. Tumult op Preteiland

201. Het geheim van de Blauwe Berg

202. De zwarte magiër

202½. Halloween

203. Opstand in Brutopia

204. Boeven in de sneeuw

205. Bonen en Bandieten

206. Misdaad loont niet

207. De spookslurper

207½. Paniek om een ei

208. De schat van de grijze eilanden

209. De geheime zuil van stykolos

210. Dreiging uit het elfenrijk

211. De jacht op de gouden ananas

212. Stampij om een bij

213. Op zoek naar Oom Dagobert

214. De bende van El Cato

214½. Spoken in Duckstad

215. Omweg door de ruimte

216. Een wonderlijke kerst

217. Terug in de tijd

218. Het vlinder effect

219. Het laatste avontuur

220. het reddende licht

221. De zaak Mnemon

222. In de Ban van de Bal

223. Op stap in schildpaddorp

224. De opstand van de tekenblokjes 

225. Het geheim van de geldboom

226. Anders dan anders

227. De kleurenkladderaars

228. De strijd om de Magische Ring

229. Kerst in Duckstad

230. De maltezer woerd

231. Een magische missie

232. Het geheim van de winter

233. De terugkeer van SuperKatrien

234. De jacht op de witte potvis

235. Het barbecue-duel

236. Een vakantie met hindernissen

237. Het kwadraat-apparaat

238. De Vloek Van De Farao

239. De Oermens Van Erix Eiland

240. Gevaar Met Halloween

241. Het variabele wachtwoord

242. De dromen van de kerstman

243. De laatste dag

244. Een regen van diamanten

245. Reis naar het einde van de wereld

246. Het monster van Stonehenge

247. De koning van de barbecue

248. Gevaarlijk spel

249. De boerderij van de toekomst
 
250. De pocket-toppers

251. Operatie vakantie

252. Kwek in de knel

253. Gesnater onder water

254. Miljardair op Mars

255. De lichtjes van Duckstad

256. Code rood

257. Nachtmerrie op de prairie

258. Helden en monsters

259. De jacht op de ansgtzaaier

260. Mysterie op het doek

261. Het geheim van Shapur

262. De gouden ster

263. De vleermuis-pelikanen

264. Stennis om een strandje 

265. Geestige gasten 

266. De draak met twee koppen 

267. Duistere bezoekers 

268. De kerst(b)oom 

269. Zware Dagobert 

270. De gestolen winter 

271. Spelen in de sneeuw 

272. De kostbare koelkast 

273. De Diepzeeduikerd

273½ Stapel op Snoetboek 
 
274. Het beeld van de baron 
 
275. De ontvoering van Minnie 

276. De machine van Mesa Verde

277. Wie weet de weg? 

278. De wraak van de farao 

279. De lachende pechvogel

280. De toverstaf van Medusa

281. Kerstspirit in blik

282. De race tegen de klok

283. De commandoknop

284. Het gouden ei

285. De zwakste schakel

286. Hoeders van het handboek

287. De kat van het kasteel

288. Een eendenleven

289. Terug naar toen

290. Zonnen op de maan

291. Duel om een deal

292. Invasie uit de ruimte

293. Het geheim van goudglans

294. Een kerst zonder cadeaus

295. Neefjes van sneeuw

296. Het Geheim van de piramide

297. Duckstad onder vuur

298. Heibel om een eiland

299. Nooit meer Donald

300. Gespuis in het geldpakhuis

301. Venijn in Berlijn

302. De schat van Sijmen Smient

303. De eend  van één miljoen

304. De grote eierroof

305. De kruik van de kobold

306. Kleine eenden, grote daden

307. De kerstwensen-bende

308. Het monsterverbond

309. De omgekeerde wereld

310. Rumoer om een rad

311. Gamen in de ruimte

312. De razende race

313. De rally van Mesa Kepesa

314. De tirannieke trainer

315. De zandkastelenwedstrijd

316. Duckstad gaat voor goud

317. Dino's en damborden

318. Het middelpunt van de aarde

319. De creatieve pech

320. Klaar met kerst

321. De slimme assistent

322. Astronauten en autodieven

323. Het verloren geluk

324. De geheimen van het pakhuis

325. Sensatie in Superkat City

326. De curieuze kubus

327. De broodnodige uitvinding

328. Het verdwenen strand

329. Duel in de diepzee

330. 19.999 mijlen onder zee

331. Het boevengenootschap
 
332. De microwereldreis

333. Een onverwachte kerst

334. De superheldenschool

335. De ongelukkige geluksvogel

336. De gestolen winter

337. Junglekoorts

338. Een held als geen ander

339. De slimme barbecue

340. De held van het oerwoud

341. Alle verzamelaars verzamelen!

342. De schat van de schedelberg

343. De twee wrekers

344. Kop of Munt

345. Schaduwen in de nacht

346. Kerst met obstakels

347. Superboef Donald

348. Gekrakeel om een kasteel

349. De bevroren vesting

## Rugtekeningen
Sinds pocket 101 (van de derde reeks) heeft de pocket een rugtekening.

De volgende tekeningen (alle van Carl Barks) zijn inmiddels hiervoor gebruikt:
| Pocket 101-120:  | Uncle Scrooge, Secret Safe               |
| Pocket 121-142:  | Uncle Scrooge, Golden Fleece             |
| Pocket 143-158:  | Uncle Scrooge, Cave of Ali Baba          |
| Pocket 159-174½: | Uncle Scrooge, Far Out Safari            |
| Pocket 175-190½: | Uncle Scrooge, The Wadfather             |
| Pocket 191-205:  | Uncle Scrooge, A Binful of Fun           |
| Pocket 206-220:  | Uncle Scrooge, Reading the Scandal Sheet |
| Pocket 221-249:  | Donald Duck, Secret of Hondorica         |
| Pocket 251-266:  | Uncle Scrooge, Dangerous Discovery       |

## In andere landen
De pocketreeks komt ook in andere landen uit. Deze reeksen gingen rond het einde van de jaren 60 van start in Scandinavië, Duitsland, Nederland en Frankrijk. Deze pockets waren in de begintijd vaak vertalingen van de Italiaanse reeks I Classici di Walt Disney. Na het einde van de Koude Oorlog en de Val van het communisme in Oost-Europa breidde de in Denemarken gevestigde uitgeverij Egmont, die de Scandinavische en Duitse Disneystrips uitgaf, haar activiteiten uit naar Oost-Europa, en verschenen ook daar in diverse landen Donald Duck Pockets.
Behalve onderstaande pocketreeksen zijn er ook landen waar de lokale uitgever van Disneystrips een eigen pocket samenstelt. Zo zijn verhalen die in Nederland in de pockets verschijnen in China te lezen in de 160 pagina's tellende 终极米迷 (Zhōngjí  Mǐmí) en komt in Frankrijk de Mickey Parade Géant van 308 pagina's uit.  
| Land       | Naam                          | Vanaf                | Aantal uitgaven (augustus 2016)    |
| ---------- | ----------------------------- | -------------------- | ---------------------------------- |
| Bulgarije  | Макрокомикс (Makrokomiks)     | 1993-1995, 2010-2013 | 26                                 |
| Denemarken | Jumbobog                      | 1968                 | 440                                |
| Estland    | Miki Hiir Koomiksikogu        | 2008                 | 32                                 |
| Duitsland  | Lustiges Taschenbuch          | 1967                 | 483                                |
| Egypte     | ميكى جيب                      |                      |                                    |
| Finland    | Aku Ankan taskukirja          | 1970                 | 445                                |
| Frankrijk  | Mickey-parade                 | 1966-1979            | 66                                 |
| IJsland    | Myndasögusyrpa/Syrpa          | 1994                 | ca. 250                            |
| Noorwegen  | Donald Pocket                 | 1968                 | 442                                |
| Polen      | Komiks Gigant/Gigant Poleca   | 1992                 | 203 (nummering Gigant Poleca: 151) |
| Rusland    | Комикс Disney (Komiks Disney) | 2010-2011            | 10                                 |
| Tsjechië   | Super Komiks                  | 1999-2001, 2011-     | 55 (nummering: 16)                 |
| Zweden     | Kalle Ankas Pocket            | 1968                 | 409                                |

## Andere versies
Naast de gewone pocketreeks werden en worden in Nederland ook andere pockets gepubliceerd met Disneystrips:

### Gestopte reeksen
Minipocket (2005-2010)De Minipockets zijn pockets op broekzakformaat met een dikte van ongeveer 300 pagina's. De reeks verscheen van 2005 tot 2010, en in totaal zijn er 11 nummers verschenen.
Big Fun (1999-2012)De Big Fun of Mega Pocket verschijnt elke zomer. De Big Funs hebben een groter formaat dan de gewone pockets en een andere inhoud. Terwijl de andere pockets gevuld zijn met stripverhalen van 3 stroken per pagina, die vaak niet eerder in Nederland zijn verschenen, is de Big Fun een herdruk van verhalen van 4 stroken per pagina, die eerder in reeksen als Donald Duck Vakantieboek, Donald Duck Winterboek, Donald Duck Weekblad, DuckTales, Donald Duck Dubbelalbum en de Disneyfilmstrips verschenen.
Katrien Duck Pocket (2009-2012)De Katrien Duck Pockets verschenen van 2009 tot 2012. In totaal zijn er 10 delen verschenen in deze reeks, die een Nederlandse versie was van de Finse serie Lines-pokkari.
Engelse Editie (2010-2013)De Engelse Editie van de pockets, de pocketbookreeks, bestaat uit zo'n 230 pagina's strips in vereenvoudigd Engels en een 'character file' met beschrijvingen van Disneypersonages. De pocketbooks verschijnen sinds 2010 en zijn de Nederlandse versie van de Duitse reeks Lustiges Taschenbuch English Edition.
Duckstad Pocket (2013-2015)Sinds 2013 verschijnen in Nederland ook de Duckstadpockets, de Nederlandse versie van de Duitse reeks Lustiges Taschenbuch Enten-Edition. De verhalen in deze pockets hebben een gemeenschappelijk onderwerp, vaak een bepaald Disneyfiguur. Maar ook de algemene avonturen staan centraal (deel 6 en 11)
Donald Duck Fantasy (2014-2016)Deze serie speelt zich af in een fantasierijk verleden, met ridders en kastelen, magie en onrealistische krachten. De reeks verscheen in januari 2015 en het laatste deel in februari 2016. In totaal zijn er 6 delen verschenen.
Donald Duck Duckburg - Engelse strips (2016-2017)Net als de eerdere Donald Duck Pocketbookreeks is dit een Engelstalige pocketreeks, maar dan een stuk dunner. De lange stripverhalen in de reeks zijn allemaal al eerder verschenen in de Pocketbookreeks.

### Lopende reeksen
Donald Duck Themapocket (vanaf 2011)Vanaf 2011 verschijnt naast de Dubbelpocket ook de Dubbelpocket Extra of Themapocket. Elke uitgave in deze reeks draait om een ander thema. De Themapockets verschijnen 4 keer per jaar en zijn even dik als de gewone dubbelpockets. De reeks is een Nederlandstalige versie van de Duitse serie Lustiges Taschenbuch Spezial. Vanaf nummer 16 in de reeks is de titel "Donald Duck Thema Pocket" en niet meer "Donald Duck Dubbelpocket extra"
Donald Duck Megapocket (vanaf 2013)Dit is de vervanging van Big Fun en wordt door vele fans beschouwd als een vernieuwde titel en niet als een nieuwe reeks. Er komen twee Megapockets uit per jaar : één in de zomer met de titel Donald Duck Megapocket zomer en één in de winter met als titel Donald Duck Megapocket winter.
Premium (vanaf 2016)Deze pocketreeks bevat veel lange stripverhalen die spelen in een setting die afwijkt van de gewone Disneystrips. Hiertoe behoren futuristische Superdonaldverhalen die oorspronkelijk afkomstig zijn uit de Italiaanse reeks Paperinik New Adventures (deel 1, 3, 5, 7, 9, 11, 13, 15, 17, 19 t/m 22), Mickeymouseverhalen uit de eveneens Italiaanse reeks Mickey Mouse Mystery Magazine (deel 2,4) en Darkwing Duckverhalen uit de Verenigde Staten (deel 6,8). in 2018 wordt Dubbelduck vertolkt (deel 10, 12, 14, 16, 18).
Dubbelpocketreeks (vanaf 1996)Twee keer zo dikke versie van Donald Duck Pocket die in eerste instantie twee keer en tegenwoordig vier keer per jaar verschijnt. Werd in 2016 tijdelijk stilgelegd om in november 2017 weer te worden voortgezet.
Donald Duck History (2016-heden)In deze pocketreeks gaat Donald Duck in de eerste 6 pockets door de geschiedenis. In deel 7 en 8 wordt de geschiedenis behandeld met Goofy als hoofdpersoon.
Donald Duck Galaxy (2018-heden)In de Donald Duck Galaxy pockets van ongeveer 300 bladzijdes staat het avontuur in de ruimte centraal. Van deze serie zijn 6 delen verschenen.
Donald Duck Classics (2019-heden)Met de Donald Duck Pocket Classics leren lezers de verhalen van de afgelopen eeuwen kennen.
Donald Duck specialsElke jaar verschijnen er 8 van deze stripjes.
Club Donald DuckEr zijn tot nu toe 10 delen verschenen, maar de serie loopt nog.

## Trivia
- Ook in andere landen kent men een pocketreeks met Walt Disney-figuren. De reeks in Duitsland heet Lustiges Taschenbuch en in tegenstelling tot in Nederland heeft men in Duitsland nog steeds dezelfde nummering. Men heeft een aantal jaren geleden oudere uitgaven van een nieuw jasje voorzien en eveneens voorzien van nieuwe titels. Er zijn in Duitsland veel meer delen verschenen dan in Nederland.
- Het 89ste deel uit de derde reeks (De Zebra-mossel) is een herdruk van het eerste deel uit de eerste reeks. In Duitsland draagt dit boekje de titel Der Kolumbusfalter.
- Met de vertaling van bepaalde bijfiguren is men niet altijd consequent, getuige de lijst hierboven. Waarschijnlijk komt dit door onwetendheid van de diverse vertalers aan de pocketreeks.
- Niet alle verhalen worden in chronologische volgorde geplaatst, wanneer dit nodig zou zijn. Zo beleeft Mickey in deel 10 (tweede reeks) een avontuur met Atoompje, terwijl Mickey hem pas in deel 18 leert kennen.
- In deel 30 beleeft Mickey een avontuur met Ega Beva, maar buiten het feit dat zijn Duitse naam (Gamma) gebruikt wordt, praat Ega Beva normaal Nederlands, zonder dat hij bepaalde woorden met pj- laat beginnen. Verder maakt Ega Beva een verwijzing naar de vierde dimensie, terwijl dit juist een avontuur met Mickey en Atoompje was.
- In deel 102 bezoekt Donald samen met Diederik de opera. In deel 141 beleven zij hetzelfde verhaal, maar dan door een andere tekenaar getekend.
- Bij deel 182 tot en met 185 wordt een gratis Donald Duck-kaartspel met doosje verstrekt. Bij deel 182 krijgt men de hartenkaarten en het doosje. Bij delen 183, 184 en 185 volgen de kaarten van schoppen, klaver en ruiten.
- Bij pocket 194 zit een sleutelhanger met een Duckie. Bij de pockets 195, 196 en 197 zitten de andere Duckies voor aan de sleutelhanger.
- Er is een misdruk op de rug van delen 109 en 110. Beide afbeeldingen zijn hetzelfde, waardoor de rugtekening van serie 101 t/m 120 niet helemaal klopt.
- Bij deel 242 tot en met 245 wordt ook een gratis Donald Duck-kaartspel met doosje verstrekt. Bij deel 242 krijgt men de hartenkaarten en het doosje. Bij delen 243, 244 en 245 volgen de kaarten van schoppen, klaver en ruiten.
- Pocket 250 is een verzameling met de beste verhalen van alle voorgaande Pockets, gekozen door de lezers zelf.
- Bij deel 261 is een unieke Donald Duck boekenlegger toegevoegd.
- Deel 267 bevat een speciale 'glow in the dark' cover.